# Кіношок
Кіношо́к (рос. Киношок) — російський відкритий фестиваль кіно країн СНД та Балтії 

## Історія фестивалю
Кінофестиваль «Кіношок» був заснований у 1992 році акторкою Іриною Шевчук, драматургом Віктором Мережко, журналістом та кінокритиком Сергієм Новожилова. Проводиться щорічно у вересні в місті Анапа.

## Програма фестивалю
Конкурсні покази
- Конкурс повнометражних художніх фільмів виробництва національних кіностудій республік та регіонів Російської Федерації;
- Конкурс короткометражних художніх фільмів виробництва національних кіностудій республік та регіонів Російської Федерації;
- Конкурс телевізійних художніх фільмів «ТВ-Шок»;
- Конкурс художніх фільмів для дітей та юнацтва «Кіномалишок»;
- Конкурс документальних фільмів.

Позаконкурсні, інформаційні та ретроспективні програми.
Позаконкурсні програми проходять на відкритих майданчиках Анапи. Серед яких: «Кіно на площі», зустрічі з акторами у режимі «прямого ефіру», численні творчі вечори діячів кіно, гала-концерти артистів театру і кіно, традиційні Гостагаєвські зустрічі тощо.

## Нагороди фестивалю

### Призи Великого журі
Головний приз фестивалю «Золота лоза» вручається продюсеру за найкращий повнометражний фільм. 

### Призи
- За найкращу режисуру в повнометражному кіно;
- За найкращий сценарій в повнометражному кіно;
- За найкращу операторську роботу в повнометражному кіно — імені Олексадра Княжинського;
- За найкращу жіночу роль в повнометражному кіно;
- За найкращу чоловічу роль в повнометражному кіно;
- За найкращу музику до повнометражного фільму;
- Спеціальний диплом Великого журі.

### Призи журі конкурсу короткометражних фільмів
- Головний приз найкращому короткометражному фільму;
- Два спеціальні рівнозначні призи.

### Призи конкурсу «ТВ-Шок»
- Перший приз;
- Другий приз;
- Третій приз;

### Призи Дитячого журі конкурсу «Кіномалишок»
- Приз за найкращий фільм;
- Два призи за найкращу дитячу роль;

### Призи конкурсу документальних фільмів
- Приз журі за найкращий фільм;

### Спеціальні призи
- Спеціальний приз «Пані удача» ім. Павла Луспекаєва за мужність і гідність у професії;
- Спеціальний приз «Найкращому продюсеру національного кіно»;
- Інші спеціальні призи.

## Україна на фестивалі
1994
- Приз за найкраще пластичне вирішення Сергію Маслобойщикову в стрічці «Співачка Жозефіна й Мишачий Народ»[1].

2000
- Диплом конкурсу «Відкрита ніч відео на „Кіношоці“» режисерові Сергію Маслобойщикову за стрічку «… Від Булгакова»[2].

2002
- Приз імені Олександра Княжинського за найкращу операторську роботу Богдану Вержбицькому за стрічку «Шум вітру»[3].

2003
- Приз імені Олександра Княжинського за найкращу операторську роботу Сергію Михальчуку за стрічку «Мамай».
- Спеціальний приз журі за найкращий короткометражний фільм «Батько» Олексі Росичу.

2004
- Приз Ґільдії кінознавців та кінокритиків Росії — Олексій Дівєєв-Церковний.

2006
- Приз за найкращу режисуру Алану Бадоєву за стрічку «Оранжлав»
- Приз за кращий сценарій Олександру Шапіро за стрічку «Happy people».

2007
- Головний приз Журі російських продюсерів та приз Ґільдії кінознавців та кінокритиків Росії «Слон» режисеру Роману Бондарчуку за стрічку «Таксист»[4].
- Диплом Ґільдії кінознавців та кінокритиків Росії режисеру Єві Нейман за стрічку «Біля річки».

2008
- За найкращу чоловічу роль в повнометражному кіно Сергію Романюку за роль у стрічці «Райські птахи».
- Призи Дитячого журі конкурсу «Кіномалишок» за найкращий фільм режисеру Валерію Пендраковському «Та, що біжить по хвилях».

2009
- Ґран-прі конкурсу повнометражних фільмів Кірі Муратовій за стрічку «Мелодія для катеринки».

2010
- Перший приз конкурсу спільних кінопроєктів країн СНД Латвії, Литви та Естонії стрічці «Параджанов».
- За найкращий сценарій Сергію Лозниці у стрічці «Щастя моє».

2011
- Третій приз конкурсу спільних кінопроєктів країн СНД Латвії, Литви та Естонії стрічці «На зворотному боці Місяця» (Росія-Україна).

2012
- Спеціальний диплом журі та приз Ґільдії кінознавців і кінокритиків «Слон» стрічці «ТойХтоПройшовКрізьВогонь»[5].

2013
- За найкращий сценарій у повнометражному кіно Вікторії Трофіменко у стрічці «Брати. Остання сповідь»[6].
- Третій приз конкурсу спільних кінопроєктів країн СНД Латвії, Литви та Естонії стрічці «Моя бабуся Фані Каплан» режисерки Олени Дем'яненко[7].

2015 —
- Спеціальний приз «За психологічну точність діалогів» Катерині Горностай за стрічку «Віддалік».
- Диплом фестивалю «За силу висловлювання» режисеру Марині Вроді за стріку «Равлики» у конкурсній програмі короткометражних фільмів. Марина Врода відмовилась від нагороди кінофестивалю в знак підтримки ув'язненого у Росії кінорежисера Олега Сенцова[8].